# Сикдар, Радханат
Радханат Сикдар (бенг. রাধানাথ শিকদার; 1813 — 17 мая 1870) — бенгальский индийский математик, который, помимо прочего, рассчитал высоту Эвереста и показал что он является высочайшей точкой планеты над уровнем моря.

## Ранние годы
Отца Радханата звали Титурам. Раданат получил образование в Хинду(Индийском) Колледже (ныне — Президентский колледж) в Калькутте. Входил в группу "Молодая Бенгалия", сформировавшуюся вокруг преподавателя Генри Дерозио, и единственный из её участников связал дальнейшую жизнь с наукой. Работал на Геодезическое управлении Британской Индии, принимал участие в Великом Тригонометрическом Исследовании с 1831 г.

## Великое тригонометрическое исследование
В 1831 году 19-летний Радханат был рекомендован преподавателем Хинду Колледжа Джоном Титлером Джорджу Эвересту, который, занимая пост главного геодезиста Индии нуждался в математике, специализирующемся в сферической тригонометрии. Он вошёл в состав участников исследования в должности «вычислителя» с жалованием в 30 рупий в месяц, где вскоре был замечен за высокий уровень геодезического мастерства и создание новых приёмов исследования.
После 20 лет работы на севере, в 1851 году Сикдар был переведён в Калькутту в должности главного вычислителя. Здесь, помимо работ в рамках ВТИ, он также служил суперинтендантом в Метеорологическом департаменте. Здесь он также предложил ряд нововведений, которые входили в стандартные исследовательские процедуры на протяжении десятилетий. Наиболее примечательной была формула перевода показаний барометра взятых при разных температурах к 32 градусам по Фаренгейту.
В то же время по указанию нового начальника Эндрю Во[en], Сикдар занялся измерением снежных пиков в районе Дарджилинга. Сопоставив данные о Пике XV, полученные в результате шести различных измерений, он в конечном счёте пришёл к заключению, что Пик XV является высочайшим в мире. Он отправил рапорт об этом Во, который опубликовал полученную информацию лишь через несколько лет, после многократной сверки с другими источниками. Согласно правилу, которого придерживался прежний начальник геодезической службы Эверест, при наименовании новой вершины предпочтение отдавалось местному названию. Однако в данном случае Во сделал исключение и в знак уважения к бывшему начальнику, назвал пик в его честь.
Сикдар скончался 17 мая 1870 года в Чанданнагаре.

## Признание
Германское философское общество в знак признания заслуг Сикдара присвоило ему звание члена-корреспондента в 1864 г.
Ряд индийцев, включая бывшего премьер-министра Атал Бихари Ваджпаи, высказывали идею о переименовании горы Эверест в честь Сикдара.
Почта Индии 27 июня 2004 выпустила марку в память о создании Великого Тригонометрического Исследования в 1802 г. с изображением Раданата Сикдара и Наин Сингх Равата, двух выдающихся деятелей общества.